# Ingatestone
Ingatestone is een plaats in het bestuurlijke gebied Brentwood, in het Engelse graafschap Essex. De plaats telt 4.504 inwoners.

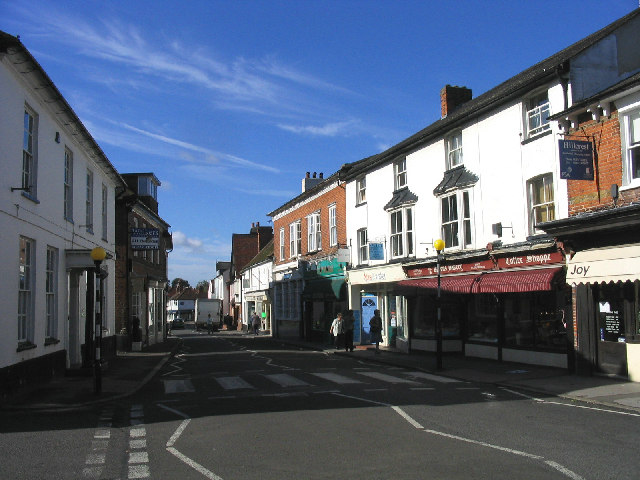
High Street

## Geboren
- Sarah Miles (1941), actrice